# Gerdi Staiblin
Gerdi Staiblin (* 20. Oktober 1942 in Endingen am Kaiserstuhl) ist eine deutsche Politikerin (CDU). Sie war von 1996 bis 2001 Ministerin für Ernährung und Ländlichen Raum des Landes Baden-Württemberg.

## Leben
Staiblin war unter ihrem Geburtsnamen Gerdi Sexauer in ihrer Jugend Kirschenkönigin in Endingen-Königschaffhausen, 1962 Badische Weinkönigin und 1963/64 Deutsche Weinprinzessin. Sie übernahm 1965 den elterlichen Betrieb mit Sonderkulturen, Wein, Obst und Gemüse und führte ihn bis 1994 als Ausbildungsbetrieb weiter. 1975 legte sie die Meisterprüfung im Fachbereich Ländliche Hauswirtschaft ab.
Seit 1965 engagierte Staiblin sich im Landfrauenverband, wo sie zunächst Ortsvorsitzende, ab 1968 Bezirksvorsitzende in Emmendingen, 1971 stellvertretende Landesvorsitzende und 1981 Landesvorsitzende in Südbaden wurde. Ab 1987 war sie 2. Vizepräsidentin und ab 1991 1. Vizepräsidentin des Deutschen Landfrauenverbands (DLV). Dieses Amt hatte sie bis 1996 inne. Parallel dazu führte sie den Vorsitz des DLV-Fachausschusses Familien- und Gesellschaftspolitik.
Den Vorsitz des Bildungs- und Sozialwerkes des Landfrauenverbandes Südbaden führte Staiblin von 1985 bis 1996. Des Weiteren gehörte sie 1981 bis 1996 als stimmberechtigtes Vorstandsmitglied dem Badischen Landwirtschaftlichen Hauptverband (BLHV) an.
Der Ministerpräsident von Baden-Württemberg Erwin Teufel holte Staiblin 1996 als Nachfolgerin von Gerhard Weiser in sein Kabinett, dem sie eine Wahlperiode angehörte. Auf eigenen Wunsch zog sie sich nach der Landtagswahl 2001 aus der Politik zurück.
Ihr Mann Helmut Staiblin war Kellermeister der örtlichen Winzergenossenschaft Königschaffhausen. Beider Tochter Jasmin Staiblin ist Managerin. Sie war von 2006 bis 2012 Vorsitzende der Geschäftsleitung (CEO) der ABB Schweiz und von 2013 bis 2018 des Energiekonzerns Alpiq.